# Anua dilecta
Anua dilecta är en fjärilsart som beskrevs av Walker 1865. Anua dilecta ingår i släktet Anua och familjen nattflyn. Inga underarter finns listade i Catalogue of Life.